# Ignas Vėgėlė

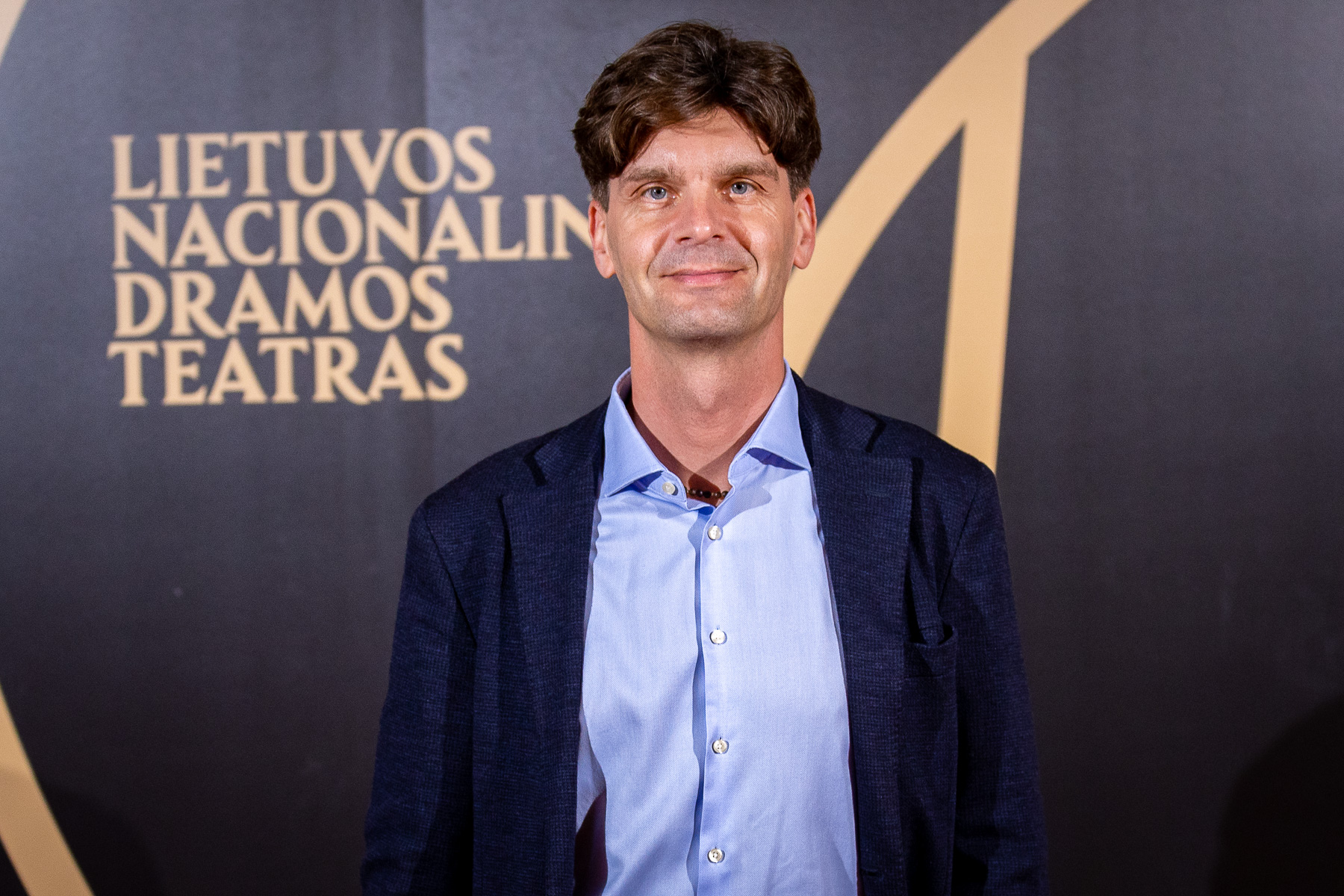
Ignas Vėgėlė, 2023

Ignas Vėgėlė (* 22. Juli 1975 in Vilnius) ist ein litauischer Jurist und Politiker, Seimas-Mitglied. Ab 2014 war er Präsident der Litauischen Rechtsanwaltskammer. Er ist Völkerrechtler und EU-Rechtler, Professor an der Mykolas-Romer-Universität, Leiter des Lehrstuhls für EU-Recht.

## Leben
Vater von Ignas Vėgėlė ist Unternehmer Algirdas Stasys Vėgėlė. Mutter ist Eligija Vėgėlienė.
Nach dem Abschluss der 6. Kinder–Musikschule Vilnius (jetzt Knabenchorschule Ąžuoliukas) und nach dem Abitur 1993 mit der Silbermedaille an der Salomėja-Nėris-Mittelschule studierte Ignas von 1993 bis 1998 Jura im Diplomstudium an der Vilniaus universitetas und absolvierte anschließend von 1998 bis 2002 das Promotionsstudium an der Lietuvos teisės universitetas. 2002 promovierte er im EU-Gesellschaftsrecht zum Thema Įmonėms taikytina teisė ir pirminis steigimasis Europos Bendrijos teisėje. Ab 2006 lehrte er als Dozent des EU-Rechts an der MRU. Im Mai 2008 habilitierte er an der MRU.
Von 1995 bis 1996 arbeitete er im Verein litauischer Juristen (Lietuvos teisininkų draugija), von  1996 bis 1997 als Jurist in der Anwaltskanzlei „Foresta“, von 1997 bis 2002 als Jurist im Beratungsunternehmen „KPMG Lietuva. Auditas, apskaita, konsultacijos“, von 2007 bis 2010 als Leiter des Lehrstuhls für EU-Recht an der Mykolas-Romer-Universität. Von 2013 bis 2016 leitete er den Litauischen Juristenverein.
Vėgėlė ist Rechtsanwalt in der Anwaltskanzlei „Vėgėlė, Gabartas, Šidlauskas LawHouse“. 2013 war er Kandidat zum  Richteramt am Europäischen Gerichtshof für Menschenrechte. Ab 2014 leitete er die Litauische Rechtsanwaltskammer. Seit 2024 ist er Mitglied im 14. Seimas.
Mit seiner zweiten Frau Lina Vėgėlienė hat er eine Tochter und einen Sohn.

## Veröffentlichungen (Auswahl)
- Europos Tarybos tautinių mažumų apsaugos pagrindų konvencijos įgyvendinimas Lietuvos Respublikoje, Lithuanian Academic Libraries Network (LABT) Mykolas Romeris University 12. Mai 2005,
- Insolvenz des Finanzsicherungsgebers: theoretische und praktische Probleme, Lithuanian Academic Libraries Network (LABT) Mykolas Romeris University 15. Juni 2009,
- Įmonėms taikytina teisė ir pirminis steigimasis Europos Bendrijos teisėje, Vilnius : Eugrimas., 2002,
- Aplinkosaugos teisė : vadovėlis, Vilnius : Justitia, 2011,
- Europos sąjungos teisė : vidaus rinkos laisvės, konkurencija ir teisės derinimas, Vilnius : VĮ Registrų centras, 2011,
- Primary Establishment of Companies : Revising Case Law after „Überseering“, 2006,
- Teisminė praktika dėl netipinių bendrijos prekių ženklų teisinės apsaugos, Lithuanian Academic Libraries Network (LABT) Mykolas Romeris University 29. Dezember 2006,
- Conflict of teaties concluded between states and the ways to resolve them, Lithuanian Academic Libraries Network (LABT) Mykolas Romeris University 6. Februar 2012,
- Principle of Proportionality in the Case Law of the European Court of Human Rights, Lithuanian Academic Libraries Network (LABT) Vilnius University 25. September 2013,
- Restrictive measures in European Union law, Lithuanian Academic Libraries Network (LABT) Mykolas Romeris University 27. Januar 2014,
- Legal Regulation of the Aspects of Cross-border Insolvency Proceedings in European Union and Lithuanian law, Lithuanian Academic Libraries Network (LABT) Vilnius University 2. April 2012,
- La transparence de la procédure de renvoi préjudiciel devant la Cour de justice de l'Union européenne comme garantie de l'interprétation et de l'application uniformes du droit de l'Union européenne, Lithuanian Academic Libraries Network (LABT) Vilnius University 24. Oktober 2012,